# Centrocercus
Centrocercus is een geslacht van vogels uit de familie fazantachtigen (Phasianidae).

## Soorten
Het geslacht kent de volgende soorten:
- Centrocercus minimus –  Gunnisonwaaierhoen
- Centrocercus urophasianus  – Waaierhoen